# کلودیو گراف
کلودیو گراف (انگلیسی: Claudio Graf؛ زادهٔ ۳۱ ژانویهٔ ۱۹۷۶) بازیکن فوتبال اهل آرژانتین است.
از باشگاه‌هایی که در آن بازی کرده‌است می‌توان به باشگاه فوتبال بانفیلد، باشگاه فوتبال ال‌دی‌یو کیتو، باشگاه ورزشی ساکاریاسپور، باشگاه فوتبال لانوس، باشگاه فوتبال جیمناسیا لاپلاتا، باشگاه فوتبال کولو-کولو، باشگاه فوتبال لیتکس لووچ، باشگاه اتلتیکو ایندپندینته، و باشگاه فوتبال راسینگ کلوب آویاندا اشاره کرد.